# Transport i Grønland
Transportsystemet i Grønland er meget usædvanligt, idet Grønland ikke har nogen jernbaner, ingen indenlands vandveje og næsten ingen veje mellem byerne. Der er 150 km veje i hele landet og 60 km er asfalteret. To byer er forbundet med en 4,5 km vej Ivittuut og Kangilinnguit; resten er isoleret. Historisk set er størstedelen af transporten foregået med både omkring og ved kysten om sommeren og med hundeslæde om vinteren, hovedsageligt i Nord- og Østgrønland.

## Søtransport og havne
Der er havne ved Ilulissat, Kangerlussuaq (Søndre Strømfjord), Qaqortoq, Narsaq, Nuuk (Godthåb), Aasiaat og Sisimiut. Flere andre byer har små havne. De eneste to kommercielle brugere af havnene er Royal Arctic Line og Arctic Umiaq Line.

## Lufttransport
Da Danmark blev besat under 2. verdenskrig, overtog USA varetageslen af den danske kolonis forhold, herunder forsvaret. Der blev under 2. verdenskrig af amerikanerne anlagt en række lufthavne i Grønland. Lufthavnene fik kodenavnene Bluie West One til Bluie West Eight på den vestlige side af Grønland og Bluie East One til Bluie East Four på den østlige side.
Den største af disse lufthavne var engang Sondrestrom Air Base, men er nu Kangerlussuaq Lufthavn som er det internationale knudepunkt for rejser til Grønland, da lufthaven kan håndtere større widebody-fly. Amerikanske myndigheder fik på et tidspunkt ideen om at bygge en vej fra Kangerlussuaq til den anden største lufthavn i Narsarsuaq, flere hundrede kilometer mod syd. Ideen blev kasseret efter gennemførelsen af studier, der viste at projektet ikke ville være muligt. 
Grønland har i dag 18 flyvepladser, hvoraf 14 er asfalterede. Alle indenrigsflyvninger bliver varetaget af Air Greenland. Internationale flyvninger er begrænsede til 4 ugentlige flyvninger fra København til Kangerlussuaq.
Air Iceland flyver fra Reykjavík til Narsarsuaq. Selskabet tilbyder også dagsrejser til vildnæsset fra Reykjavík til Kulusuk på Grønlands østkyst. Air Iceland flyver til Ittoqqortoormiit over Kulusuk en-to gange om ugen hele året. Flyvninger fra Reykjavik bliver gennemført hele året. Fra april 2011 vil der blive tilbudt flere flyvninger fra Reykjavik til Ilulissat hele året.